# Monique Velzeboer
Monique Cornelia Annamaria Velzeboer (Oud Ade, 18 oktober 1969) is een Nederlands voormalig shorttracker.

## Biografie
Ze behaalde als shorttracker op de Olympische Spelen in 1988 een eerste (500m), tweede (1500m) en derde plaats (1000m). Shorttrack was toen een demonstratiesport. Haar leven veranderde ingrijpend toen ze in 1993 bij een training voor de Olympische Spelen van Hamar, in het Franse Font-Romeu-Odeillo-Via ongelukkig ten val kwam en een dwarslaesie opliep. Er kwam een abrupt einde aan haar schaatscarrière.
Van het UWV mocht ze de Fotoacademie in Amsterdam volgen, omdat deze opleiding voor haar de snelste weg naar betaald werk was. Velzeboer ging zich richten op portretfotografie, onder andere van kinderen met een handicap in ontwikkelingslanden. Ze richtte de Monique Velzeboer Foundation op waarmee ze producten verkoopt met daarop foto’s waarop eerst het kind te zien is en pas daarna de handicap. De opbrengst gaat naar het Liliane Fonds.
Monique Velzeboer is de zus van shorttrackers Simone Velzeboer, Mark Velzeboer en Alexander Velzeboer. Ook haar nichtjes Xandra Velzeboer en Michelle Velzeboer (de dochters van Mark) zijn shorttracker.

## Data
- 1985–1993: Lid Nationale trainingselectie shorttrack. Drievoudig Nederlands kampioen, deelname aan acht WK's en negen EK's
- 1988: Olympische Spelen in Calgary: Goud, zilver en brons, Europees kampioen
- 1992: Olympische Spelen in Albertville: 4e
- Vanaf 2001: freelance fotograaf
- Vanaf 2003: ambassadeur van het Liliane Fonds